# Fabien Barel
Fabien Barel (ur. 26 lipca 1980 w Nicei) – francuski kolarz górski, czterokrotny medalista mistrzostw świata i Europy.

## Kariera
Pierwszy sukces w karierze Fabien Barel osiągnął w 1998 roku, kiedy to zwyciężył w kategorii juniorów na mistrzostwach świata w Mont-Sainte-Anne. Trzy lata później wywalczył brązowy medal w downhillu podczas mistrzostw świata w Lugano. W zawodach tych wyprzedzili go jedynie Greg Minnaar z RPA oraz inny reprezentant Francji - Mickaël Pascal. W tej samej konkurencji zdobył złote medale na mistrzostwach świata w Les Gets w 2004 roku i rozgrywanych rok później mistrzostwach w Livigno. Ostatni medal zdobył podczas mistrzostw świata w Fort William w 2007 roku, gdzie zajął drugie miejsce. Lepszy okazał się tylko Australijczyk Samuel Hill. Równocześnie zdobył cztery medale mistrzostw Europy: złoty w Kluisbergen (2005), srebrny w Wałbrzychu (2004) oraz brązowe w Rhenen (2000) i Limosano (2006).
Nigdy nie wystartował na igrzyskach olimpijskich.